# باول ماريون
باول ماريون (بالفرنسية: Paul Marion)‏ هو صحفي وسياسي فرنسي، ولد في 27 يونيو 1899 بأنيار سور سين في فرنسا، وتوفي في 2 مارس 1954 في نفس البلد. حزبياً، نشط في الحزب الشيوعي الفرنسي وFrench Section of the Workers' International ‏ وFrench Popular Party ‏.